# Чадан (городское поселение)
Город Чадан — административно-территориальная единица (город кожуунного (районного) подчинения) и муниципальное образование со статусом городского поселения в Дзун-Хемчикском кожууне Тывы Российской Федерации.
Административный центр — город Чадан.

## Население
| 2018 |
| ---- |
| 9317 |

## Состав
| № | Населённый пункт | Тип населённого пункта        | Население |
| - | ---------------- | ----------------------------- | --------- |
| 1 | Кирсарай         | посёлок (арбан)               | ↘80       |
| 2 | Чадан            | город, административный центр | ↗9732     |